# Guerrino De Luca
Pour les articles homonymes, voir De Luca.
Guerrino De Luca est un ingénieur et homme d'affaires italien, né à Lanciano en septembre 1952. 
Il est directeur général de Logitech de 1998 à 2007, puis de juillet 2011 à décembre 2012. 

## Biographie

### Origines et études
Guerrino De Luca naît en septembre 1952 dans la ville de Lanciano, dans les Abruzzes en Italie. 
Il fait ses études à l'université de Rome, où il obtient un diplôme d'ingénieur en électronique. 

### Parcours professionnel
Il commence sa carrière en 1977 dans l'entreprise italienne Olivetti, où il occupe différents postes, notamment en recherche et développement. En 1987, il quitte Olivetti pour rejoindre Apple. Il y occupe entre autres le poste de vice-président directeur du marketing et de président directeur général de la filiale Claris, jusqu'à son départ en 1997 à la suite du retour de Steve Jobs à la tête de l'entreprise. 

### Logitech
Guerrino De Luca devient directeur général de Logitech en février 1998. Il occupe ce poste jusqu'en décembre 2007, puis sur une courte période de juillet 2011 à décembre 2012. Sous sa direction, la société enregistre des chiffres records, effectuant quarante trimestres de suite une croissance à plus de 10 %.  C'est lui qui lance un changement stratégique à long terme, achevé seulement en 2015, avec lequel l'entreprise se détourne du modèle de fabricant d'équipement d'origine en écoulant de plus en plus directement ses produits sur le marché. 
En 2019, il annonce quitter son poste de président du conseil d'administration, qu'il occupait depuis 2008. Il en reste cependant membre.

### Autre mandat
En octobre 2017, Guerrino De Luca rejoint le conseil d'administration du cabinet de conseil américain Nielsen.

### Vie privée
Guerrino De Luca vit à San Francisco. Il est marié à une artiste et a deux enfants.

## Distinction
Il est désigné homme de l'année 2005 par le quotidien L'Agefi.